# Рой Филипс
Рой Сесил Филипс (на английски: Roy Cecil Phillipps) е австралийски офицер.

## Биография
Роден е на 1 март 1892 година в Нов Южен Уелс, но израства в Пърт.
По време на Първата световна война служи в пехотата при Галиполи и на Западния фронт. Ранен е и след оздравяването се записва през 1916 година във военната авиация. Става пилот на изтребител и в края на войната се уволнява като майор.
Между войните се занимава със земеделие. През 1940 година отново постъпва във военновъздушните сили и участва във Втората световна война.
Рой Филипс загива при самолетна катастрофа с частен самолет при Арчърфийлд на 21 май 1941 година.